# Chauffour-sur-Vell
Chauffour-sur-Vell is een gemeente in het Franse departement Corrèze (regio Nouvelle-Aquitaine) en telt 354 inwoners (2004). De plaats maakt deel uit van het arrondissement Brive-la-Gaillarde.

## Geografie
De oppervlakte van Chauffour-sur-Vell bedraagt 7,2 km², de bevolkingsdichtheid is 49,2 inwoners per km².
De onderstaande kaart toont de ligging van Chauffour-sur-Vell met de belangrijkste infrastructuur en aangrenzende gemeenten.

## Demografie
Onderstaande figuur toont het verloop van het inwonertal (bron: INSEE-tellingen).